# Le Mécano de la « General »
Pour la bande son adaptée, voir Le Mécano de la « General ».
Pour plus de détails, voir Fiche technique et Distribution.
Le Mécano de la « General » (The General), également écrit Le Mécano de la Générale, est un film américain co-réalisé par Buster Keaton et Clyde Bruckman, sorti en 1926.
En 1989, année de création du National Film Registry, il est le premier film sélectionné par la bibliothèque du Congrès pour son « importance culturelle, historique ou esthétique » et est classé au National Film Registry.

## Synopsis
Johnnie est le mécanicien (« le mécano ») d'une locomotive appelée la General, laquelle appartient à la Western and Atlantic Railroad, une compagnie de chemins de fer de l'Est américain. Lorsque la guerre de Sécession éclate, Johnnie a deux amours : son train et Annabelle Lee. Comme il ne peut pas s’engager dans l’armée, Annabelle lui refuse son amour après que son frère lui a expliqué par malentendu n'avoir même pas vu Johnnie dans la queue pour s'enrôler. Cependant, lorsque la General est volée par des espions de l'Union, avec Anabelle à son bord, Johnnie n'hésite pas à se lancer à la poursuite de son train et de sa fiancée. Après s'être infiltré dans l'armée de l'Union, Johnnie délivre Annabelle grâce à un déguisement après avoir entendu par hasard les plans secrets de généraux. Elle et lui s'enfuient en train, talonnés par l'armée ennemie. Après de nombreuses péripéties et après avoir défait l'Union en aidant les confédérés, Johnnie reçoit le grade de lieutenant et retrouve sa fiancée.

## Fiche technique
- Titre : Le Mécano de la « General »
- Titre original : The General
- Réalisation : Buster Keaton et Clyde Bruckman
- Scénario : Buster Keaton, Clyde Bruckman, Al Boasberg, Charles Henry Smith, d'après William Pittenger
- Photographie : Dev Jennings, Bert Haines
- Musique : Carl Davis (1987)
Robert Israel (1995)
Baudime Jam (1999)
Maximilien Mathevon (2002)
Joe Hisaishi (2004)
Timothy Brock (2005)
Angelin Fonda (2017)
- Producteur : Joseph M. Schenck
- Production : United Artists
- Société de distribution : United Artists
- Pays de production :  États-Unis
- Format : Noir et blanc — 35 mm — 1,33:1 — Muet
- Genre : Comédie, Film burlesque
- Durée : 85 minutes, soit environ 2 287 mètres au standard de 27 mètres par minute
- Dates de sortie : 
  - Japon : 31 décembre 1926 (première mondiale à Tokyo)
  - Royaume-Uni : 17 janvier 1927 (première à Londres)
  - États-Unis : 5 février 1927 (première à New York dans une version écourtée)
  - France : 24 février 1927
- Affiches : Jouineau Bourduge (France ; Espagne, avec Macario Gómez Quibus)

## Distribution
- Buster Keaton : Johnnie Gray
- Marion Mack : Annabelle Lee

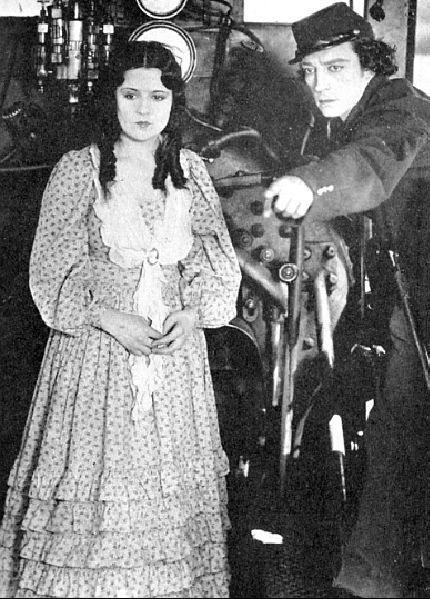
Buster Keaton et Marion Mack

- Glen Cavender : Capitaine Anderson
- Jim Farley : Général nordiste Thatcher
- Frederick Vroom : un général sudiste
- Charles Smith : le père d'Annabelle
- Frank Barnes[2]: le frère d'Annabelle
- Frank Hagney : le sergent recruteur
- Joe Keaton : un général nordiste
- Mike Donlin : un général nordiste
- Tom Nawm : un général nordiste
- Boris Karloff : un général nordiste (non crédité)
- Edward Hearn : un officier nordiste

(Source : 100 classiques du 7e Art).

## Production
Le sujet du film s'inspire d'un fait authentique de la guerre de Sécession : le raid d'Andrews. Buster Keaton essaya de louer la vraie « General », qui était encore en service, mais la compagnie ferroviaire qui la possédait refusa en apprenant qu'il prévoyait de tourner une comédie. Il utilisa une autre locomotive du même modèle.
La scène de la chute de la locomotive dans la rivière est la plus onéreuse du cinéma muet.

### Musique
Bien que la bande son n'existât pas à la sortie du film, le cinéma muet était rarement silencieux. En effet, un pianiste ou un petit orchestre jouait directement dans la salle, en suivant quelques indications fournies par les producteurs. En 1926, c'est ainsi la partition de William P. Perry qui est préconisée.
En 1987, Carl Davis crée une partition symphonique pour le film.
En 1995, l'universitaire américain Robert Israel, spécialiste de la musique de films muets, arrange l'accompagnement musical de l'époque pour créer une nouvelle bande son diffusée avec les copies du film.
En 1999, Baudime Jam a composé une partition originale pour l'accompagnement en direct du film.
Elle a été créée par le Quatuor Prima Vista.

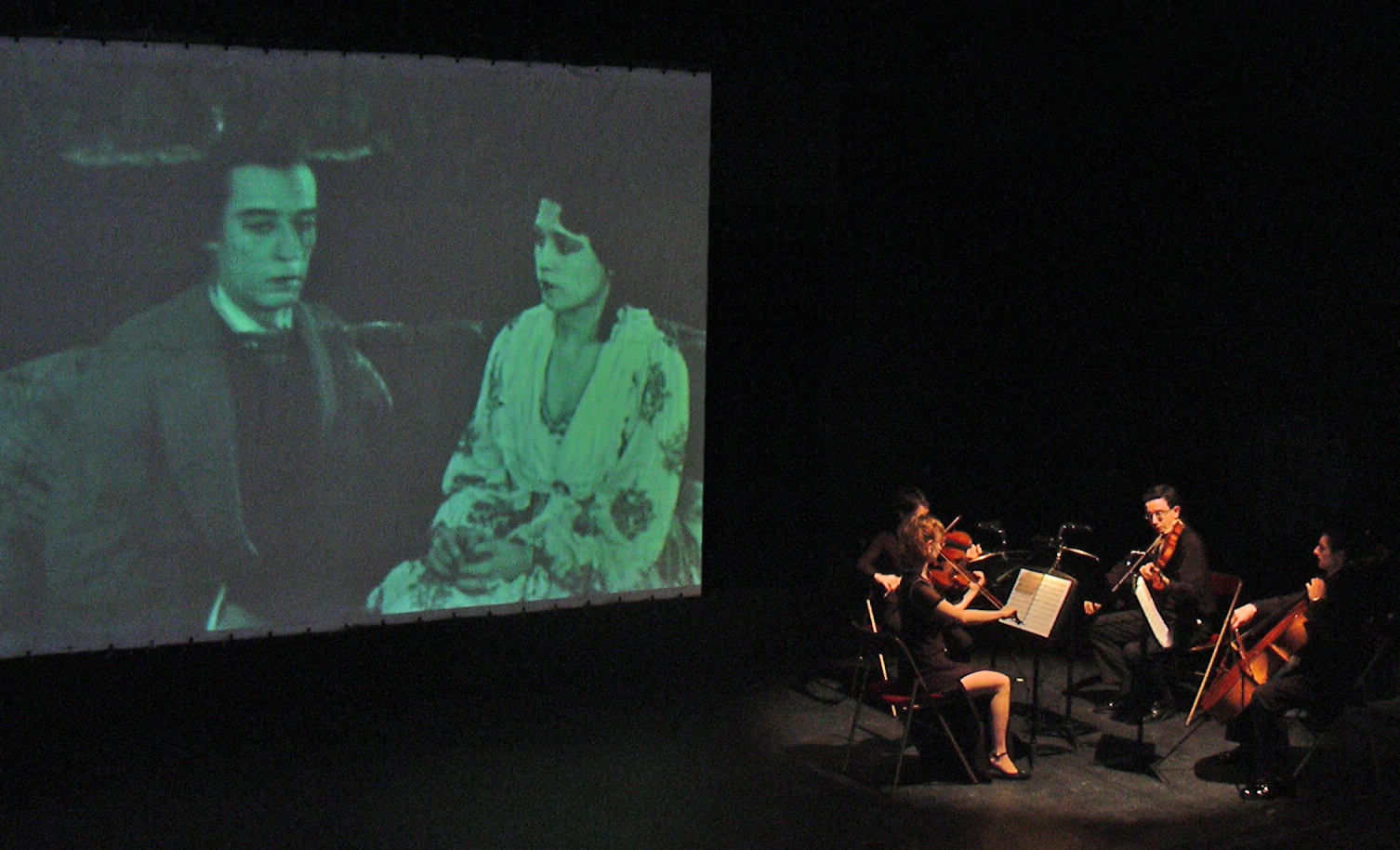
Le Quatuor Prima Vista accompagne Le Mécano de la Générale en ciné-concert.

En 2004, le film est rénové grâce à la technique du numérique en haute définition et le compositeur japonais Joe Hisaishi use de son talent pour créer une bande originale inédite.
En 2019, Martin Pring compose une partition originale interprétée pour la première fois le 19 août 2019 au Festival Les Jardins musicaux à Cernier (Suisse) par l’orchestre du festival, dirigé par Valentin Reymond.
En 2019, le 16 novembre, le film a été projeté sur grand écran en l'église Saint-Denis de Gerstheim sur une improvisation à l'Orgue Kern par Thierry Mechler, organiste au conservatoire de Cologne et titulaire de la Philharmonie de Cologne et de Thierenbach.

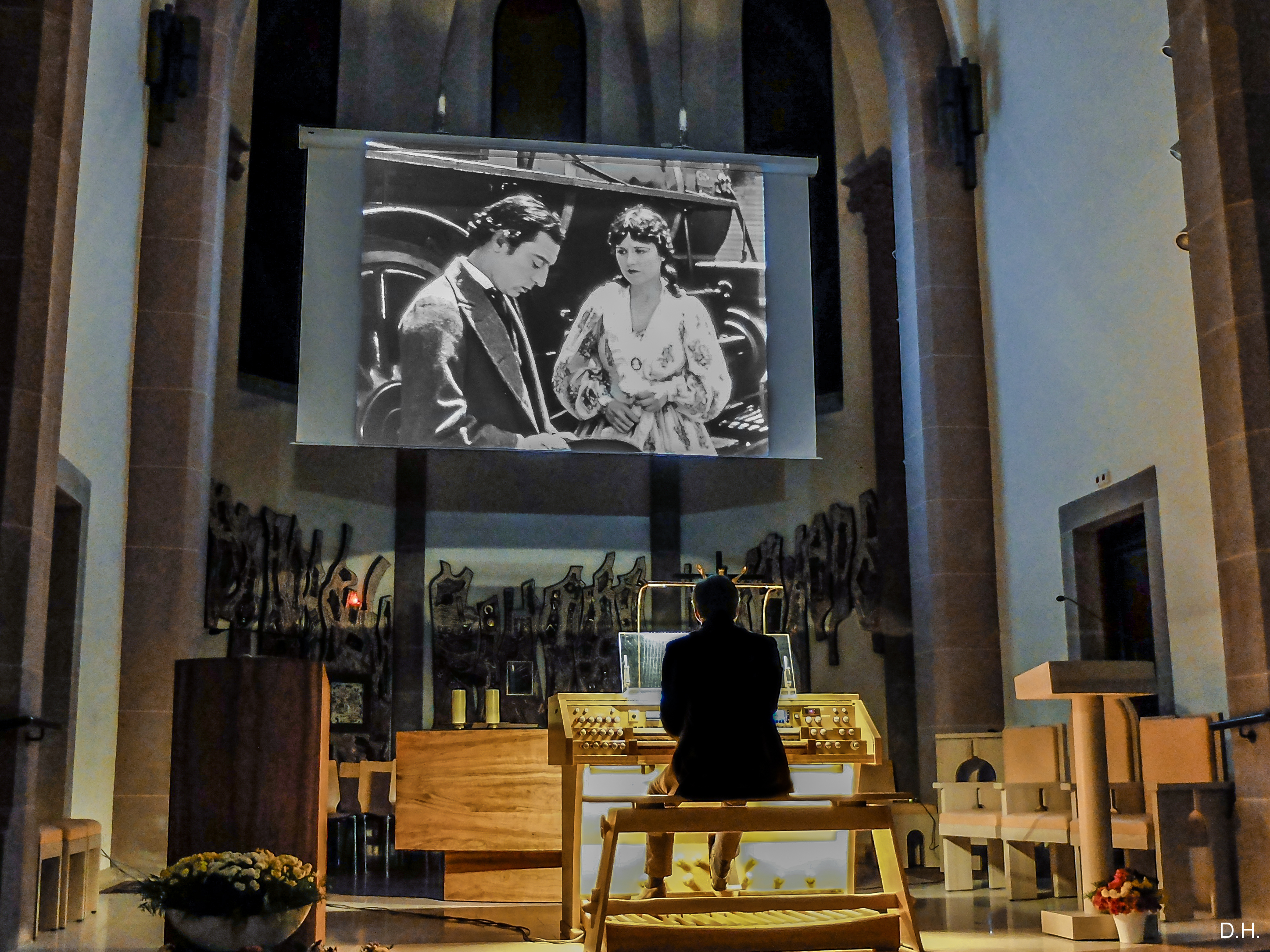
Projection du film à l'église Saint-Denis à Gerstheim sur une improvisation à l'Orgue Kern par Thierry Mechler.

### Réception critique
En 2007, le film a été introduit dans le Top 100 de l'American Film Institute à la 27e place en 2007.
En 1989, il s'agit du premier film retenu pour constituer le fonds du National Film Registry aux États-Unis.
Le film fait partie des « meilleurs films de tous les temps selon la presse » sur le site Allociné[source insuffisante].